# Chmielnik Buski (stacja wąskotorowa)
Chmielnik Buski – wąskotorowa stacja kolejowa w Przededworzu, w gminie Chmielnik, w powiecie kieleckim, w województwie świętokrzyskim, w Polsce.